# Tillandsia 'Duvaliana'
Tillandsia 'Duvaliana' es un cultivar híbrido del género Tillandsia perteneciente a la familia Bromeliaceae.
Es un híbrido creado en el año 1970 con las especies Tillandsia cyanea × Tillandsia lindenii.